# MOHA
A MOHA – Mozdulatművészek Háza egy az Orkesztika Alapítvány által működtetett művészeti intézmény Budapesten. Jelenleg 600 négyzetméteren a Ferencvárosban működik.

## Története
Az intézmény az 1912-től 1944-ig létező Dienes Valéria-féle Orkesztika Intézet (Dienes Intézet) utódja. Mai koncepciójának kialakításában (1997-98) részt vettek Dr. Dienes Gedeon, P. Berczik Sári, E. Kovács Éva, Szöllősi Ágnes, Kármán Judit (Kármán Györgyné, Vidor Judit), Fenyves Márk és Pálosi István mozdulatművészek.
Korábban MMS Mozdulatművészeti Stúdió néven indult el 1998-tól, a volt Goldberger Gyárban "mozdulatgyár" néven is működött, majd a Józsefvárosi Póriumon 2000-ig, majd 2001 és 2003 között a Huszár utcában, majd 2008-ig a Rottenbiller utcában, ekkor költözött a Ferencvárosba (a Kemikál-gyártelepre).

## Tevékenysége
Legfőbb küldetése az 1912-ben Madzsar Alice és Dr. Dienes Valéria tevékenységével induló magyarországi, magyar modern táncművészet - mozdulatművészet, Orkesztika és mozgásművészet, valamint az ehhez kapcsolódó laikus- és reformpedagógiai-mozgalom a Mozdulatkultúra és Mozdulatkórus mozgalom, valamint a Dienes-életmű, illetve az általa létrehozott magyar mozdulattudomány (orcheológia-orkesztika) hagyományainak feltárása, gondozása és fejlesztése.
A MOHA tevékenységének több fontos eleme is van.
Az egyik jelentőségteljes, hogy termeivel fontos befogadótérként üzemel, a Magyar Mozdulatművészeti Társulat otthona, és más előadások, képzések befogadására is nyitott.
A MOHA emellett rendkívül fontos táncpedagógiai központ, melynek része a Mozdulatművészeti Gyűjtemény nevű analóg és digitális anyagot szolgáltatni képes táncművészeti archívum, a táncpedagógia része a Duncan-Dienes Orkesztika Iskola is.